# Ataenius depilis
Ataenius depilis är en skalbaggsart som beskrevs av Rudolph Petrovitz 1976. Ataenius depilis ingår i släktet Ataenius och familjen Aphodiidae. Inga underarter finns listade.